# Вышны-Жипов
Вышны-Жипов (словац. Vyšný Žipov) — село и одноимённая община в округе Вранов-над-Топлёу Прешовского края Словакии.

## История
Впервые упоминается в 1363 году.
В селе есть римско-католический костел, построенный в 1736-1745 годах в стиле позднего барокко, протестантский костел построенный в 1952-1957 годах и дворец с 1-й половины XIX века в стиле классицизма.

## Население
| Год:                | 1994 | 2004    | 2014    | 2024    |
| ------------------- | ---- | ------- | ------- | ------- |
| Количество человек: | 1165 | 1211    | 1173    | 1164    |
| Разница:            |      | +3,94 % | −3,13 % | −0,76 % |

Национальный состав населения (по данным последней переписи населения 2001 года):
- словаки — 96,80 %,
- цыгане — 2,87 %,
- украинцы — 0,16 %,
- венгры — 0,08 %.

Состав населения по принадлежности к религии состоянию на 2001 год:
- протестанты — 52,70 %,
- римо-католики — 34,75 %,
- греко-католики — 7,05 %,
- православные — 0,16 %,
- не считают себя верующими или не принадлежат к одной конфессии — 2,13 %.